# Kawanishi E11K
Kawanishi E11K là một loại tàu bay của Nhật Bản trong thập niên 1930. Nó được thiết kế làm máy bay trinh sát đêm cho Hải quân Đế quốc Nhật Bản, nhưng không được chấp nhận. 2 chiếc đã chế tạo được dùng làm máy bay vận tải với tên gọi Tàu bay Vận tải Kiểu 96 trong Chiến tranh thế giới II.

## Tính năng kỹ chiến thuật
Dữ liệu lấy từ Japanese Aircraft 1910-1941
Đặc tính tổng quan
- Kíp lái: 3
- Chiều dài: 11,90 m (39 ft 1 in)
- Sải cánh: 16,19 m (53 ft 1 in)
- Chiều cao: 4,504 m (14 ft 9 in) (Máy bay vận tải: 4.40 m (14 ft 5.25 in))
- Diện tích cánh: 38 m2 (410 foot vuông)
- Trọng lượng rỗng: 2.170 kg (4.784 lb) (Máy bay vận tải: 2.720 kg (5.996 lb))
- Trọng lượng có tải: 3.300 kg (7.275 lb) (Máy bay vận tải: 3.860 kg (8.509 lb))
- Động cơ: 1 × Hiro Type 91-1 , 450 kW (600 hp)
- Cánh quạt: 4-lá

Hiệu suất bay
- Vận tốc cực đại: 232 km/h; 144 mph (125 kn)
- Vận tốc hành trình: 130 km/h; 81 mph (70 kn)
- Tầm bay: 1.519 km; 944 mi (820 nmi)
- Thời gian bay: 8,4 giờ
- Trần bay: 3.795 m (12.451 ft)